# Clarisse Crémer
Clarisse Crémer (* 30. Dezember 1989 in Paris) ist eine französische Segelsportlerin und Einhandseglerin.

## Leben
Clarisse Crémer wuchs in Paris auf. Sie studierte Marketing an der Indiana University Bloomington und der École des hautes études commerciales de Paris. Nach dem Abschluss gründete sie mit ihrem Bruder Jérémie Crémer das Start-up-Unternehmen Kazaden für Abenteuerurlaube und Outdoor-Aktivitäten. Den Segelsport entdeckte Clarisse Crémer während ihrer Aufenthalte in der Bretagne für sich. Dort wohnt sie in Locmiquélic mit ihrem Ehemann Tanguy Le Turquais, welcher ebenfalls Segler ist. Das Paar hat eine Tochter (* 2022).

## Regattasegeln
Crémer begann 2015 das Regattasegeln mit den Bootsklassen Classe Mini und Bénéteau Figaro. Bekannt geworden ist sie in der französischen Segelszene mit ihrer Medienkampagne Clarisse sur l’Atlantique (deutsch Clarisse auf dem Atlantik), mit der sie mittels Videos erfolgreich Sponsoren für ihre Teilnahme an der Mini-Transat gewann. Weitere Regattateilnahmen waren Mini-Fastnet, Transgascogne, Transat AG2R und Solitaire du Figaro.

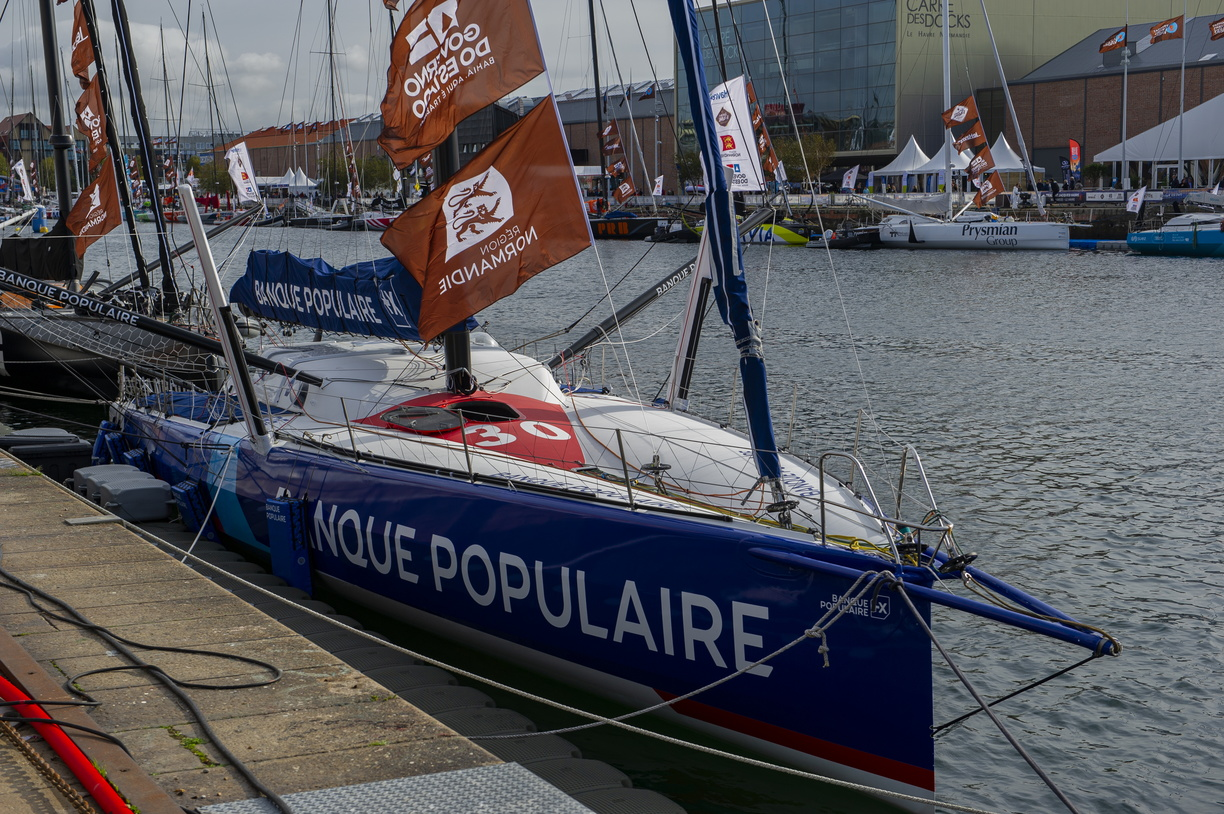
Banque Populaire X (2019)

Seit 2019 ist Crémer Mitglied der International Monohull Open Class Association. Zusammen mit Armel Le Cléac’h nahm sie im gleichen Jahr mit der Banque Populaire X, einer Open 60, an den Regatten Fastnet Race und Transat Jacques Vabre teil.
Ebenfalls mit der Banque Populaire X startete Crémer am 8. November 2020 als eine von sechs Frauen zur Vendée Globe, der härtesten Einhandregatta der Welt. Als erste Frau dieser Regatta erreichte sie Les Sables-d’Olonne am 3. Februar 2021 nach 87 Tagen, 2 Stunden und 24 Minuten. Sie brach damit den bisherigen Rekord der Frauen von Ellen MacArthur aus dem Jahr 2001 (94 Tage, 4 Stunden und 25 Minuten). Unter allen Teilnehmern erreichte Clarisse Crémer den 12. Platz.
Zwischenzeitlich war offen, ob Clarisse Crémer an der Vendée Globe 2024/25 teilnehmen könne, nachdem ihr Sponsor ihr vorgeworfen hatte, dass sie aufgrund ihrer Schwangerschaft nicht ausreichend Seemeilen gesammelt habe, um realistische Aussichten auf eine Qualifikation zu haben. Am 19. April 2023 bestätigte sie die Zusammenarbeit mit Alex Thomson und dem neuen Sponsor l’Occitane. Bis Mitte Juni 2024 erreichte sie die notwendigen Seemeilen für eine Teilnahme an der Vendée Globe 2024, indem sie mehrere Qualifikationsregatten bestritt. Sie nahm an der Welt-Regatta teil und segelte nach  77 Tagen, 15 Stunden und 34 Minuten auf den 11. Platz.

## Regatta-Erfolge
- 2025: 11. Platz bei Vendée Globe 2024/25
- 2024:
  - 16. Platz bei New York Vendée - Les Sables d'Olonne
  - 26. Platz bei The Transat CIC
- 2023:
  - 12. Platz bei Retour à La Base
  - 9. Platz bei Transat Café L'Or
  - 10. Platz bei Défi Azimut-Lorient Agglomération
  - 6. Platz beim Rolex Fastnet Race in der Klasse IMOCA 60[7]
- 2021: 12. Platz bei Vendée Globe 2020/21
- 2020:
  - 4. Platz bei Défi Azimut-Lorient Agglomération
  - 12. Platz bei Vendée Arctique
- 2019: 
  - 6. Platz bei Transat Café L'Or
  - 6. Platz bei Défi Azimut-Lorient Agglomération
  - 3. Platz beim Rolex Fastnet Race in der Klasse IMOCA 60[8]
  - 29. Platz beim Solitaire Urgo Le Figaro
  - 29. Platz beim Solo Maître Coq
- 2018: 14. Platz gemeinsam mit Tanguy Le Turquai beim Transat AG2R La Mondiale
- 2017:
  - 2. Platz beim Championnat de France Espoir Course au Large
  - 2. Platz der Serienboote beim Transat 6.50
  - 1. Platz beim Mini-Fastnet
- 2016: 7. Platz beim Championnat de France Espoir